# Barnens hopp
Barnens hopp är en politiskt och religiöst obunden ideell förening med ändamålet att hjälpa behövande barn i Ukraina. Föreningen, som har 90-konto, bedriver socialt hjälparbete, i första hand genom familjehemmet Novy Dom i den ukrainska staden Reni, där man tar hand om barn som utnyttjats, misshandlats eller övergivits.

## Historik

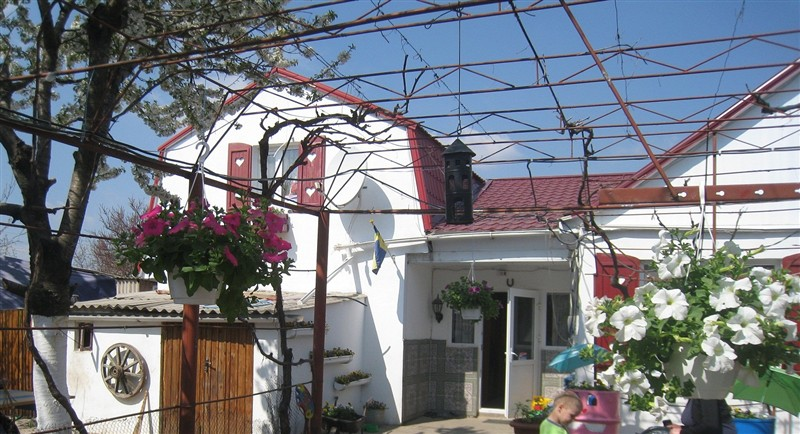
Familjehemmet Novy Dom i Reni, Ukraina.

Barnens hopp grundades 1996 i Sollentuna kommun av Agneta Bergström. Dess motto är: ”Vi hjälper barn till ett liv värt att leva.” Verksamheten bestod de första åren av att samla in och skicka förnödenheter som kläder och livsmedel till ryska barnhem, barnsjukhus och organisationer för gatubarn i Ryssland. Från 2001 har verksamheten främst varit inriktad på Ukraina. Detta har omfattat humanitärt bistånd till bland annat barnhem i Odessa. 2003 upprättade Barnens hopp i samarbete med barnsjukhuset Zytomyr Ukraina ”Childrens’ Trust Telephone” (CTC), en hjälptelefonlinje liknande det svenska BRIS:s kristelefon, och 2004 också CTC-telefonlinjer för gatubarn i Piski och Kiev. Barnens hopp var en av deltagarna i Radiohjälpens kampanj Världens barn 2004. Stöd från Reseindustrins Barnfond New Hope gjorde det möjligt att renovera barnhemmet Vännernas hus i Piski. Bidrag från svenska Barnens hopp-faddrar 2002 användes för att understödja barn i Bobrovitsa-regionen och att ge punktinsatser till ett äldreboende i samma region.
Barnens hopp upprättade 2005 ett permanent familjehem, Novy Dom (”Ett nytt hem”), för barn i social misär vilka behövde akut omhändertagande. Familjehemmet ligger i staden Reni i Odessa-regionen, mot den moldaviska och rumänska gränsen. Agneta Bergström förestår Novy Dom på plats sedan 2007 och sköter den dagliga verksamheten tillsammans med lokala anställda. I oktober 2019 bodde tjugo barn mer eller mindre permanent i Novy Dom. Utöver vårdnaden av barnen i Novy Dom har Barnens hopp där också en hjälptelefonlinje för akuta insatser. Man stödjer dessutom barnfamiljer som lever i svår fattigdom och misär i Reni och i de omkringliggande byarna genom matpaket och ved.
2019 fick Novy Dom officiell status i Ukraina som ett ”Center for social assistance and support for children”. Samma år inledde Barnens hopp också ett samarbete med den ukrainska hjälporganisationen Doroga Domoj (”Vägen hem”) i provinsen Odessa oblast.

## En ideell verksamhet
Styrelsen har sitt säte i Sollentuna. Verksamheten finansieras från Sverige genom frivilliga gåvor, sponsorer (med Reseindustrins Barnfond som den största), faddrar och intäkterna från försäljning av skänkta föremål i en second hand-butik i Häggvik i Sollentuna. Barnens hopps Plusgiro-konto 901064-6 kontrolleras av Svensk insamlingskontroll. Alla som arbetar för Barnens hopp i Sverige, liksom Agneta Bergström, gör detta ideellt.